# Тор (Marvel Comics)
Тор (енгл. Thor) је измишљени лик, суперјунак, који се појављује у стриповима у издању Марвел комикса. Осмислили су га Стен Ли, Лари Либер и Џек Кирби. Први пут се појавио у стрипу "Путовање у непознато" (енгл. Journey into Mystery) бр. 83 у августу 1962. године. Торов лик је заснован на лику нордијског божанства Тора.

## Биографија лика
Тор је нордијски бог, син бога Одина и богиње Геје. Он је почео рат кршећи примирје са Леденим Џиновима (енгл. The Frost Giants), древним непријатељима његове породице. Один је послао младог бога грома на земљу без меморије да га научи како да се понаша као пуки смртник. Деценијама послије, Тора је као земаљскг доктора Доналда Блејка привукла Норвешка. У једној пећини је примијетио мистериозни штап који се испоставило да је зачарани чекић Мјолнир који га је претворио у моћног Тора.
Тор се касније придружио се Осветницима. Како се личност Доналда Блејка почела трести, Тор је био принуђен да преузме људски идентитет ЕМС техничара Џејка Олсена. Тор је заувијек растрзан између његове божанске куће - светих сала у Азгарду и проблематичних земаља своје усвојене куће - Планете Земље.
Његови пријатељи су Осветници, Ник Фјури, док му је највећи непријатељ његов брат Локи.
Године 2011. снимљен је филм Тор. Тора је глумио аустралијски глумац Крис Хемсворт који је наставио улогу у филмовима Осветници из 2012. године и Тор: Свијет таме 2013. године (који је наставак филма Тор).

## Изглед
Тор је висок 2 метра и тежак 290 килограма. Плавокос је и очи су му плаве. Носи црвени плашт и сребрни шљем са крилима. Са собом увијек носи чаробни чекић Мјолнир.